# Jackie Fahey
John „Jackie“ Fahey (* 23. Januar 1928 in Clonmel, County Tipperary; † 18. März 2019) war ein irischer Politiker der Fianna Fáil, der zwischen 1965 und 1992 Mitglied des Unterhauses (Dáil Éireann) sowie zeitweise Staatsminister im Umweltministerium war.

## Leben
Fahey, der als Landwirt, Auktionator und Versicherungsmakler tätig war, bewarb sich als Kandidat der Fianna Fáil bei den Wahlen vom 4. Oktober 1961 im Wahlkreis Tipperary South ohne Erfolg für ein Mandat im Dáil Éireann. Er belegte dabei lediglich den letzten Platz unter neun Kandidaten für die vier zu vergebenden Sitze in diesem Wahlkreis. Bei den Wahlen vom 7. April 1965 wurde er erstmals zum Mitglied des Dáil Éireann gewählt. In diesem vertrat er nach seinen Wiederwahlen am 18. Juni 1969 und am 28. Februar 1973 zunächst den Wahlkreis Tipperary South. Am 9. Mai 1970 übernahm er sein erstes Regierungsamt und fungierte bis zum 14. März 1973 als Parlamentarischer Sekretär im Ministerium für Landwirtschaft und Fischerei.
Bei den Wahlen vom 16. Juni 1977 wurde Fahey wieder zum Mitglied des Dáil Éireann gewählt, vertrat aber nunmehr nach seinen Wiederwahlen am 11. Juni 1981, 18. Februar 1982, 24. November 1982, 17. Februar 1987 und 15. Juni 1989 bis zu seiner knappen Niederlage bei den Wahlen vom 25. November 1992 den Wahlkreis Waterford. 
Im Vorfeld des Rücktritts von Premierminister (Taoiseach) Jack Lynch als Vorsitzender der Fianna Fáil gehörte Fahey zusammen mit Thomas McEllistrim, Jr., Seán Doherty, Mark Killilea. Jr. und Albert Reynolds zur sogenannten Gang of Five, die sich für die Nachfolge von Gesundheitsminister Charles J. Haughey als Lynchs Nachfolger einsetzten. Nach dem Rücktritt Lynchs am 5. Dezember 1979 kandidierte Haughey bei der Vorsitzendenwahl am 7. Dezember 1979 gegen den bisherigen Vize-Ministerpräsidenten (Tánaiste) und Finanzminister George Colley. Haughey gewann die Wahl schließlich knapp mit 44 zu 38 Stimmen und wurde daraufhin am 11. Dezember 1979 auch Lynchs Nachfolger als Premierminister. Fahey wurde daraufhin am 13. Dezember 1979 von Premierminister Haughey zum Staatsminister im Umweltminister ernannt und bekleidete dieses Amt bis zum Ende der ersten Amtszeit Haugheys am 30. Juni 1981.
Bei der Europawahl 1989 hatte sich Fahey im Wahlkreis Munster ohne Erfolg für einen Sitz im Europäischen Parlament beworben.